# Pablo Javier Bengoechea Dutra
Pablo Javier Bengoechea Dutra (Rivera, 27 de febrer de 1965) és un futbolista uruguaià retirat, que ocupava la posició de migcampista.
Va començar a les files del Montevideo Wanderers. El 1987 fitxa pel Sevilla Fútbol Club, de la primera divisió espanyola, on hi roman durant cinc temporades. Després d'un any a l'Argentina, el 1993 retorna al seu país per militar al Club Atlético Peñarol. Està deu temporades en aquest club, tot esdevenint en un dels jugadors claus de l'entitat durant la dècada del 1990, fins a la seua retirada el 2003.
Va guanyar el Campionat uruguaià de 1993, 1994, 1995, 1996, 1997, 1999, 2000, 2001, 2002 i 2003.

## Selecció
Bengoechea va ser internacional amb l'Uruguai en 43 ocasions, tot marcant sis gols. Va participar en el Mundial de 1990, i a diverses Copes Amèrica: 1987, 1989 i 1995, tot guanyant la primera i la darrera. El migcampista va marcar a les dues finals, front Xile (1-0) i Brasil respectivament (1-1).